# Pecetto Torinese

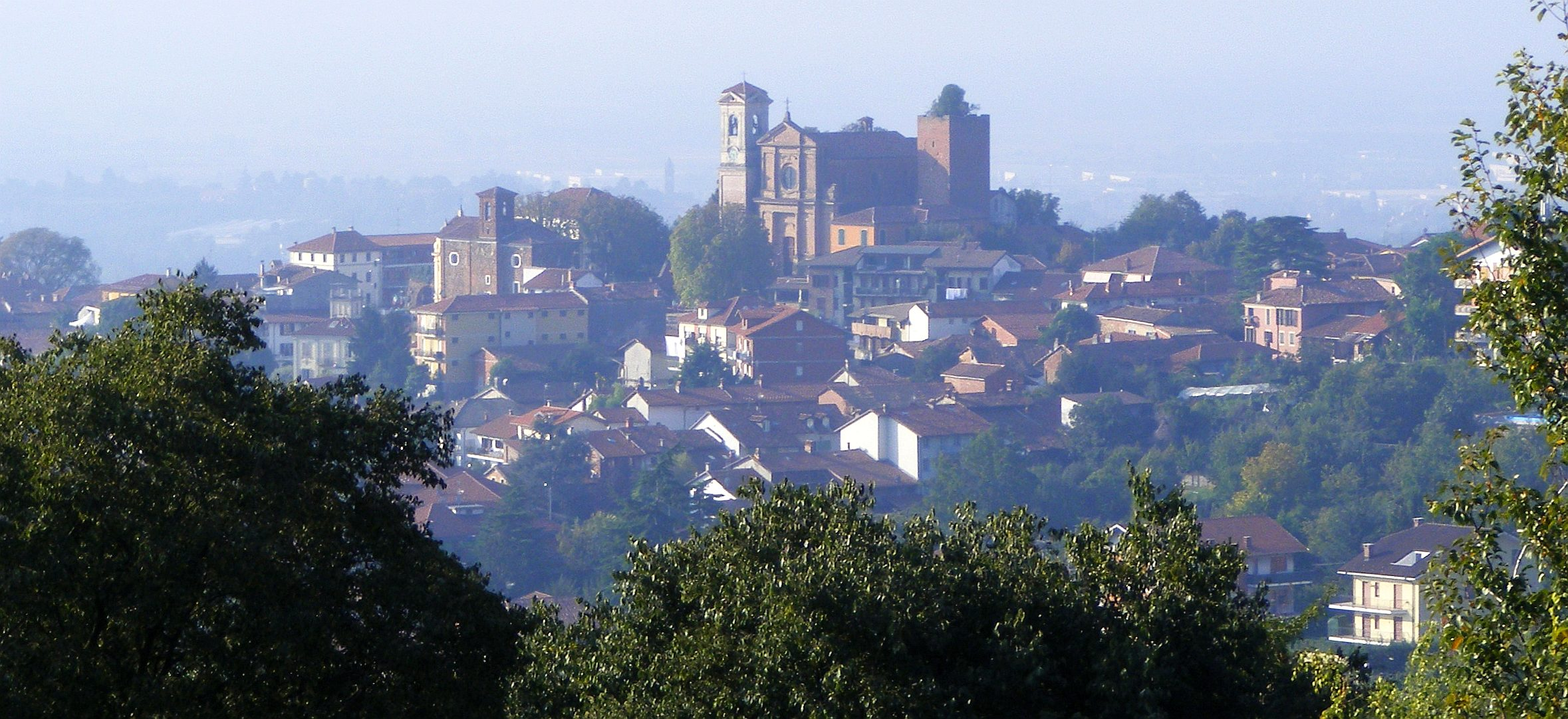
Panorama

Pecetto Torinese es una localidad y comune italiana de la provincia de Turín, región de Piamonte, con 3.687 habitantes.

## Evolución demográfica
| Gráfica de evolución demográfica de Pecetto Torinese entre 1861 y 2001 |
|                                                                        |
| Fuente ISTAT - elaboración gráfica de Wikipedia                        |